# Omaha Beach
Omaha Beach, česky pláž Omaha, je kódové označení pro jeden z pěti sektorů, ve kterých proběhlo 6. června 1944 v rámci Operace Overlord během druhé světové války vylodění spojeneckých vojsk do Němci okupované Francie.
Pláž Omaha se nachází v Normandii ve Francii při Lamanšském průlivu. Je 8 km dlouhá a sahá od Sainte-Honorine-des-Pertes na východě po Vierville-sur-Mer na západě na pravém břehu estuáru řeky Douve. Vylodění zde bylo nezbytné, neboť tím došlo k propojení britských sil vyloďujících se na východní Gold Beach s americkými silami, které se vylodily na západní Utah Beach. Dobytí pláže Omaha měla na starosti Armáda Spojených států amerických, jejíž dopravu na místo určení zajistilo Námořnictvo Spojených států amerických podporované Royal Navy.
V Den D zaútočila nezkušená 29. pěchotní divize posílená o devět rot U.S. Army Rangers přesměrovaných z Pointe du Hoc na západní polovinu pláže. Zkušené 1. pěší divizi byla svěřena východní polovina. Bylo naplánováno, že počáteční vlny útoku, které se skládaly z tanků, pěchoty a ženistů, ochromí pobřežní obranu, a umožní tak přistání větším lodím a následujícím invazním vlnám.
Hlavním cílem bylo zajistit předmostí o hloubce osmi kilometrů mezi Port-en-Bessin a řekou Vire, spojení s britskými jednotkami vyloděnými na Gold Beach na východě a dosažení oblasti Isigny na západě kvůli spojení s VII. sborem z Utah Beach. Oproti nim stála německá 352. pěchotní divize, z níž značnou část tvořili teenageři doplnění veterány z východní fronty. 352. divize nikdy nepoznala žádný vojenský trénink. Z jejích 12 020 mužů mělo zkušenosti z boje jen 6 800. Ti všichni měli ubránit 53 km fronty. Němci byli rozmístěni v opěrných bodech podél pobřeží. Jejich strategie byla založena na zničení nepřátelského útoku ještě na vodní hladině.
Jen velmi málo se nakonec na pláži Omaha událo tak, jak bylo naplánováno. Problémy s navigací způsobily, že většina vyloďovacích člunů své cíle po celý den míjela. Obrana byla neočekávaně silná a způsobila přistávajícím americkým jednotkám těžké ztráty. Ženisté se snažili pod těžkou palbou odklidit překážky, aby se mohli později vojáci protlačit těmi několika málo průrvami, které byly vytvořeny. Jednotky oslabené ztrátami při samotném vylodění nebyly schopny proti silné obraně vybojovat průchody z pláže. To následně způsobilo mnoho problémů včetně zpoždění dalších vln útoku. Malých průniků bylo nakonec dosaženo skupinami přeživších, jejich improvizovanými útoky a vyšplháním se na skály mezi nejvíce bráněnými body. Na konci dne byly vybojovány dva izolované opěrné body, které byly následně využity proti slabším obranným postavením ve vnitrozemí. Původních cílů Dne D tak bylo dosaženo ve dnech následujících.

## Příčiny počátečního neúspěchu
Hlavní příčiny masakru na pláži Omaha byly tři.
Spojenecké bombardovací svazy přelétly linii německé obrany a bomby odhodily až jeden kilometr za ní. Německá obranná linie zůstala nepoškozená.
Před vlastním vyloděním pěchoty se na každém úseku měl vylodit výsadek asi 25 až 29 speciálně upravených tanků Sherman DD, aby zajistil potřebné krytí pěchoty. Tanky Sherman byly doplněny o dva lodní šrouby a vysoký nástavec z impregnované plachtoviny na kovové konstrukci vedoucí od boků. Výsledkem bylo plavidlo, jehož dno tvořil ponořený tank Sherman a na hladině vypadalo jako člun. Po dosažení pláží měla být konstrukce složena a vzniknout funkční tank.
Prvotní plán předpokládal, že tanky budou vyloděny ve vzdálenosti 5 km od pobřeží a pak nenápadně, jako zdálky vypadající běžné gumové čluny, dosáhnou pobřeží. V den D však bylo moře značně bouřlivé. Proto byl těsně před vyloděním tanků vydán rozkaz zkrátit vyloďovací vzdálenost na 1 km. V úseku Omaha se měl vylodit 741. tankový oddíl v počtu 29 tanků Sherman DD. Rozkaz ke zkrácení vyloďovací vzdálenosti se však nedostal k veliteli flotily tohoto úseku a tanky byly v tomto úseku vyloděny podle původního plánu ve vzdálenosti 5 km od pobřeží. Jako orientační bod k cíli vylodění měla sloužit věž místního kostela na hřebenu horizontu. Silný proud a vítr však začal tanky snášet od cíle vylodění. Veliteli posádek byli tankisté, ne však zkušení námořníci. Místo toho, aby se v nepříznivých podmínkách snažili dosáhnout bezpečně pobřeží kolmo k vlnám i za cenu snosu, snažili se dosáhnout původního cíle vylodění za každou cenu. Tím stočili své plovoucí tanky bokem k vlnám a tanky začaly nabírat vodu. Z 29 tanků oddílu 741 se 27 potopilo a pevniny dosáhly pouze 2 tanky, které tak nemohly poskytnout potřebnou podporu výsadku. V poslední době proběhl průzkum potopených vraků tanků a některé dosáhly vzdálenosti 3 km od místa vylodění směrem k pobřeží, než se potopily.
V ostatních úsecích bylo vylodění tanků Sherman DD úspěšné.
Také protivníci byli překvapivě silní, několik dní předtím se totiž na pláž Omaha přesunula jedna německá divize v plném bojovém stavu a od počátku svého příchodu měla nejvyšší stupeň bojové pohotovosti.

## Omaha Beach v moderní kultuře
- Vylodění na Omaha Beach tvoří úvodní scénu filmu Zachraňte vojína Ryana.
- Omaha Beach se vyskytuje i ve válečné PC hře Call of Duty 2 (v misích „Bitva u Pointe du Hoc“ a „Ústup? Potřebujeme jiným směrem“) či ve hře Medal of Honor: Allied Assault
- O vylodění v Normandii a pláži Omaha také pojednává hraný film Nejdelší den z roku 1962.